# Rigel
Rigel (β Ori, β Orionis, Beta Orionis) là ngôi sao sáng nhất trong chòm sao Lạp Hộ, là ngôi sao sáng thứ 7 trên bầu trời đêm, là ngôi sao siêu khổng lồ xanh trắng, với cấp sao biểu kiến 0,18. Mặc dù theo định danh Bayer nó có ký hiệu "beta", sao Rigel luôn luôn sáng hơn ngôi sao Alpha Orionis (Betelgeuse). Người Trung Hoa cổ đại gọi nó với tên là Sâm Tú Thất (參宿七), tức sao Sâm số 7.

## Tính chất vật lý

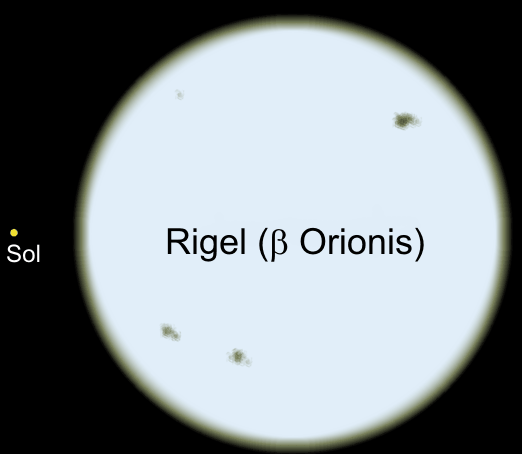
So sánh kích thước của sao Rigel và Mặt Trời.

Rigel đã được nghiên cứu khá kĩ bằng các đo đạc chính xác nhờ phương pháp thị sai: ước lượng qua quang phổ các nhà thiên văn thu được giá trị khoảng cách từ Trái Đất đến nó vào khoảng 700 và 900 năm ánh sáng (210 và 280 parsec), và dữ liệu từ vệ tinh Hipparcos với giá trị "tin cậy nhất" là 773 năm ánh sáng (237 pc), với sai số biên khoảng 19%. Rigel là sao siêu khổng lồ xanh, có khối lượng 21 lần khối lượng Mặt Trời, độ sáng lớn gấp 120.000 lần độ sáng của Mặt Trời. Rigel là ngôi sao sáng nhất trong vùng lân cận với Mặt Trời; ngôi sao gần nhất mạnh hơn nó là Naos, cách Trái Đất 1.100 năm ánh sáng trong chòm sao Thuyền Vĩ. Ngôi sao Rigel rất sáng khi ở vị trí cách nó 1 đơn vị thiên văn, nó là một quả cầu chiếu sáng không thể tưởng tượng được với đường kính góc là 35° với cấp sao -38. Công suất thông lượng bằng 100 MW / m² hay 10 kW / cm², trong khi của Mặt Trời bằng 1,4 kW / m². Công suất thông lượng ở khoảng cách này bằng với công suất thông lượng từ một que hàn ở khoảng cách chỉ vài milimét; bất kì vật nào nằm gần ngôi sao trong khoảng cách này sẽ bị bốc hơi và thổi ra xa bởi gió sao cực mạnh.

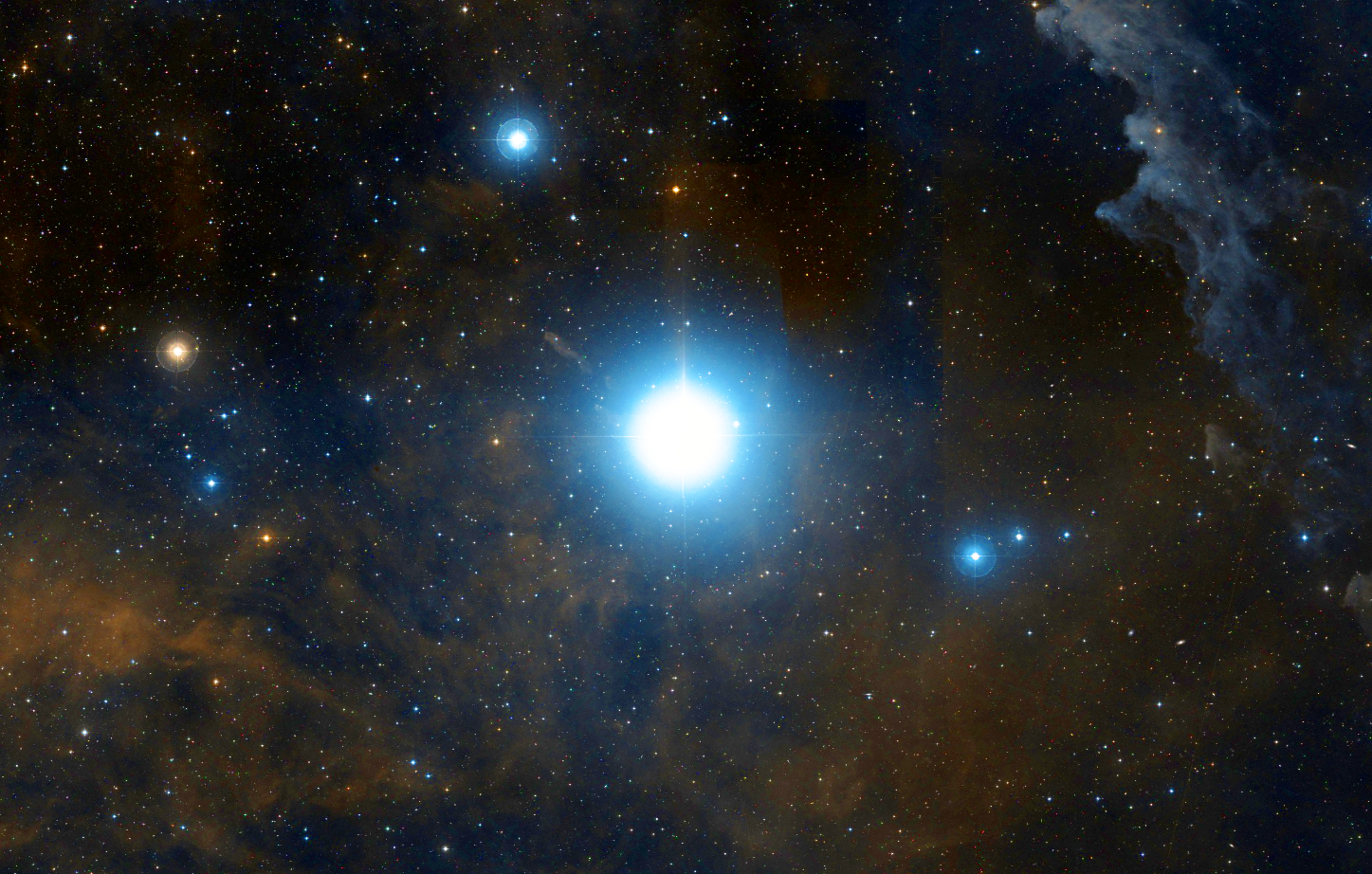
Siêu sao khổng lồ xanh Rigel sáng loáng trên bầu trời

Với độ sáng và sự di chuyển của mình trong vùng tinh vân, Rigel làm sáng lên một số đám mây bụi trong vùng lân cận chung của nó, nổi bật nhất là IC 2118 (tinh vân Đầu Phù thủy - the Witch Head Nebula). Rigel cũng kết hợp với tinh vân Lạp Hộ, mặc dù khoảng cách từ Trái Đất đến tinh vân gấp hai lần khoảng cách đến Rigel nhưng hai thiên thể nằm khá gần nhau trong chòm sao Lạp Hộ nếu nhìn từ Trái Đất. Tuy có khoảng cách khác nhau như vậy, quỹ đạo chuyển động của Rigel trong không gian trong tương lai có thể sẽ gần lại với tinh vân khi nhìn từ Trái Đất. Từ đó có thể phân loại Rigel là thành viên bên ngoài thuộc tập hợp Orion OB1 (Orion OB1 Association), cùng với nhiều thiên thể sáng khác trên bầu trời; cụ thể hơn, nó là thành viên của tập hợp Taurus-Orion (Taurus-Orion R1 Association), với nhóm OB1 là những ngôi sao nằm gần tinh vân và hình thành gần đây.
Rigel là một biến tinh, một sao siêu khổng lồ biến đổi bất thường, với độ sáng thay đổi từ 0,03 đến 0,3 of trong khoảng 22-25 ngày. Hệ Rigel thường chứa 3 ngôi sao. Một số người đề xuất thêm ngôi sao thứ 4, nhưng nói chung đây là một sự nhầm lẫn về các sao biến quang chính, mà nguyên nhân là ở sự co giãn mang tính vật lý của bề mặt sao.